# Indicatif (grammaire)
Pour les articles homonymes, voir Indicatif.
En grammaire, l’indicatif est un mode personnel du verbe, qui a pour valeur sémantique spécifique d’exprimer des procès présentés par le locuteur comme étant réels et certains dans le présent, ayant été tels dans le passé ou devant être tels dans le futur. C’est le mode du fait, c’est pourquoi il est celui de base pour le prédicat de la phrase énonciative, aussi bien positive que négative. Il peut aussi être le mode du prédicat de la phrase interrogative positive ou négative, qui présente le procès comme réel mais la réalité de celui-ci est à confirmer par la réponse. Par ailleurs, il peut être le mode du prédicat aussi bien d’une phrase simple indépendante, que d’une proposition principale ou subordonnée dans une phrase complexe. Par rapport aux autres modes, c’est le seul non marqué, c’est-à-dire n’ayant pas de morphème spécifique ou, autrement dit, qui a le morphème zéro. L’indicatif est en fait identifiable par les morphèmes de certaines formes temporelles. C’est le seul mode qui exprime les trois valeurs temporelles de base. Dans certaines langues, comme le français, cela peut se faire de la façon la plus nuancée par rapport aux autres modes, l’indicatif ayant le plus de paradigmes temporels,,,,.

## Emplois de l’indicatif

### Emplois spécifiques
Les valeurs modales spécifiques de l’indicatif, l’expression du réel et du certain, se manifestent dans plusieurs types de phrases simples indépendantes.
En phrase énonciative positive :
(fr) Paul vient ;
(en) Everyone enjoyed the conference « Tout le monde a aimé la conférence » ;
(ro) Ea lucrează la Universitate « Elle travaille à l’Université » ;
(sr) Sutra dolazim kod tebe « Demain je viens chez toi » ;
(hu) Sétálunk a parkban « Nous nous promenons dans le parc ».
En phrase énonciative négative :
(fr) Il ne fait pas beau ;
(en) You did not take a photo « Tu n’as pas pris de photo » ;
(ro) Nu citesc ziarele « Je ne lis pas les journaux » ;
(cnr) Nemam pri sebi ničega za pisanje « Je n’ai rien sur moi pour écrire » ;
(hu) Anikó ma nem jön el « Anikó ne vient pas ».
En phrase interrogative positive :
(fr) Mangeront-ils ? ;
(en) Has this happened before? « Est-ce que c’est déjà arrivé ? » ;
(ro) Sigur ești student? « C’est sûr que tu es étudiant ? » ;
(hr) Vi ste već odavna lovac? « Vous êtes chasseur depuis longtemps ? » ;
(hu) Szép idő van? « Est-ce qu’il fait beau ? ».
En phrase interro-négative :
(fr) Vous n’avez pas d’enfants ? ;
(en) Haven’t you answered the letter yet? « Vous n’avez pas encore répondu à la lettre ? » ;
(ro) Nu vii cu noi? « Tu ne viens pas avec nous ? » ;
(bs) Zašto ne svratiš do mene? « Pourquoi tu ne passes pas chez moi ? » ;
(hu) Nem kérsz már kávét? « Tu ne veux plus de café ? ».
L’indicatif est aussi utilisé avec ses valeurs spécifiques en phrase complexe, dans des propositions subordonnées de divers types, le mode du prédicat de la proposition principale pouvant être le même ou un autre :
(fr) Je sais qu’il a réussi ;
(en) I was tired because I’d been working « J’étais fatigué parce que j’avais travaillé » ;
(ro) Spune-mi dacă ai nevoie de ceva « Dis-moi si tu as besoin de quelque chose » ;
(sr) Predsednik za koga smo glasali mora da ispuni obećanje « Le président pour lequel nous avons voté doit tenir sa promesse » ;
(hu) Én onnan jövök, ahova te most mész « Je viens de là où tu vas maintenant ».

### Emplois non spécifiques
Les formes d’indicatif sont parfois utilisées avec les valeurs sémantiques d’autres modes, c’est-à-dire pour exprimer des procès qui ne sont ni réels ni certains.
En phrase simple indépendante, ses formes de présent ou de futur peuvent être utilisées avec la valeur de l’impératif :
(fr) Vous allez tous prendre vos affaires et vous allez sortir sans faire de bruit ;
(en) You turn left at the church « Vous tournez à gauche à l’église » ;
(ro) Stingi chiar acum lumina și te culci! « Tu éteins la lumière tout de suite et tu te couches ! » ;
(sr) Odnećeš ovo pismo i reći ćeš… « Tu vas porter cette lettre et tu vas dire… » ;
(hu) Elmegy a sarokig, és ott jobbra fordul « Vous allez jusqu’au coin de la rue et là vous tournez à droite ».
En roumain, l’indicatif imparfait peut être utilisé facultativement avec la valeur potentielle du conditionnel passé : Mai bine plecam (imparfait) atunci = Mai bine aș fi plecat (conditionnel) atunci « J’aurais mieux fait de partir à ce moment-là ».
Si en phrase simple indépendante il n’y a pratiquement pas de différences quant à l’emploi de l’indicatif dans les langues traitées ici, en proposition subordonnée il y a aussi bien des ressemblances que des différences.
En français, par exemple, un emploi non spécifique de l’indicatif est celui pour le prédicat des subordonnées introduites par la conjonction si autre que celui de l’interrogation indirecte, alors que dans des langues comme le roumain, le hongrois ou diasystème slave du centre-sud (bosnien, croate, monténégrin et serbe), le conditionnel présent et passé correspondent à l’indicatif imparfait, respectivement plus-que-parfait en français :
Si j’avais assez d’argent, j’achèterais une nouvelle chaîne ;
Si tu avais fermé la porte, le chat ne se serait pas sauvé.
En roumain on utilise facultativement, et même plus souvent dans la langue parlé, l’indicatif imparfait au lieu du conditionnel passé, aussi bien dans la subordonnée conditionnelle, que dans sa principale : Dacă veneai, îl vedeai (imparfait) = Dacă ai fi venit, l-ai fi văzut (conditionnel passé) « Si tu étais venu(e), tu l’aurais vu ».
En BCMS il n’y a pas de mode subjonctif marqué comme tel. Dans les emplois de celui-ci, on utilise l’indicatif présent quand les sujets du procès subordonné et de son verbe régissant sont différents, en serbe même lorsqu’il y a un seul sujet, situation dans laquelle en français ou en croate c’est l’infinitif qui est utilisé :
- deux sujets: (sr) Tražili smo da se ukine porez na knjige « Nous avons demandé qu’on supprime la taxe sur les livres »[34] ;
- un seul sujet: (sr) Hoću da spavam « Je veux dormir »[35].

En français, par exemple, le prédicat de la subordonnée est au subjonctif pour exprimer le caractère incertain du procès lorsque son verbe régissant exprime l’incertitude, alors qu’en roumain ou en hongrois, le prédicat de la subordonnée peut être, de façon non spécifique, à l’indicatif, sinon au conditionnel :
(ro) Mă îndoiesc că va veni (indicatif futur) « Je doute qu’il/elle vienne » ;
(hu) Nem biztos, hogy holnapra megérkezik (indicatif présent à valeur de futur) a levél « Il n’est pas sûr que la lettre arrive demain ».

## Formes temporelles à l’indicatif
À l’indicatif on peut exprimer toutes les valeurs temporelles de base : présent, passé et futur. En fonction de la langue donnée, cela peut se faire avec plus ou moins de nuances exprimées par des paradigmes différents, analytiques et synthétiques. De plus, ces formes peuvent également exprimer des rapports temporels, des diathèses, des aspects et des modes d’action.

### En français
Le français possède relativement beaucoup de formes temporelles à l’indicatif, des temps simples (synthétiques) et composés (analytiques) avec des verbes auxiliaires, ainsi que des formes analytiques appelées « périphrases verbales », avec des verbes semi-auxiliaires.
Delatour 2004, par exemple, traite des formes ci-après.
Au présent il y a tout d’abord une forme simple : Les enfants jouent au ballon dans le parc.
Il y a aussi une périphrase qui exprime l’aspect imperfectif et le mode d’action duratif de l’action au présent : Ne dérange pas Stanislas ! Il est en train de travailler.
Au passé il y a les formes suivantes :
- imparfait : En 1990, je faisais mes études de médecine à Montpellier ;
- passé composé : J’ai vu ce film quatre fois ;
- passé récent : Il vient de partir ;
- passé récent dans un contexte passé : Le magasin venait de fermer ses portes quand je suis arrivé pour faire mes courses ;
- passé simple : Le peintre Matisse naquit en 1869 et mourut en 1954 ;
- plus-que-parfait : J’ai beaucoup aimé le roman que tu m’avais conseillé de lire ;
- passé antérieur : À peine Clara fut-elle sortie que la pluie se mit à tomber avec violence ;
- passé surcomposé : Dès qu’il a eu prononcé ces mots, un concert de protestations s’est élevé dans la foule.

La périphrase être en train de à l’imparfait situe l’action dans le passé : Ils étaient en train de se disputer.
Le futur est exprimé par six formes principales :
- futur simple : Dans cinquante ans, quel sera l’état de notre planète ?
- futur proche : Le ciel est noir ; il va pleuvoir ;
- futur antérieur : Quand tu auras lu le journal, passe-le-moi ! ;
- futur simple dans le passé[43] : Le vendeur a dit qu’il nous préviendrait dès la réception de notre commande ;
- futur antérieur dans le passé[44] : On a annoncé que les deux présidents recevraient les journalistes après qu’ils auraient signé l’accord de coopération entre leurs deux pays ;
- futur proche dans le passé : Il a dit qu’il allait m’aider.

Le procès futur imminent est exprimé par une autre périphrase : L’avion est sur le point de décoller.
L’imparfait de son verbe semi-auxiliaire situe le procès dans le passé : Il était sur le point de traverser la rue quand une voiture a surgi à sa gauche.
Certains verbes actifs conjugués aux temps composés avec l’auxiliare avoir peuvent avoir une forme pronominale et alors, aux temps composés, ils ont en plus des formes avec l’auxiliaire être, ex. Nous nous sommes inscrits à un cours de dessin.
Chacune de ces formes a aussi une variante à la diathèse passive, différente de la forme active par le verbe auxiliaire être qui porte les marques des formes temporelles, le verbe à sens lexical étant au participe passé, ex. Catherine a été invitée à dîner par Bernard.
Il y a aussi des périphrases appelées factitives, qui expriment le fait que le sujet fait ou laisse effectuer l’action par quelqu’un d’autre :
Il fait faire ses costumes à Londres ;
Il a laissé battre son petit frère.

### En anglais
L’anglais aussi a beaucoup de formes temporelles d’indicatif, dont deux seulement sont simples, les autres étant périphrastiques. À part leurs valeurs temporelles, ils constituent un système cohérent d’expression des aspects et des modes d’action. Dans Eastwood 1994 on trouve les formes ci-après.
Il y a deux formes de présent :
- present simple « présent simple » : This book belongs to my sister « Ce livre appartient à ma sœur » ;
- present continuous « présent continu » : I’m just ironing this shirt « Je suis en train de repasser cette chemise ».

Au passé il y a les formes suivantes :
- past simple « passé simple » : The shop opened last week « Le magasin a ouvert la semaine dernière » ;
- present perfect « présent parfait » : It has been windy today « Il a fait du vent aujourd’hui » ;
- past continuous « passé continu » : The UFO was travelling east to west « L’OVNI allait de l’est vers l’ouest » ;
- present perfect continuous « présent parfait continu » : – You look hot. – Yes, I’ve been running « – Tu as l’air d’avoir chaud. – Oui, j’ai couru » ;
- past perfect « passé parfait » : I knew I had forgotten something « Je savais que j’avais oublié quelque chose » ;
- past perfect continuous « passé parfait continu » : The volunteers brought in their collecting boxes at lunch time yesterday. They had been collecting money all morning « Les volontaires ont apporté leurs boîtes hier à l’heure du déjeuner. Ils avaient collecté de l’argent toute la matinée ».

Il y a encore une périphrase qui correspond à l’imparfait français à valeur itérative (action répétée dans le passé) : The children would always play in the garden « Les enfants jouaient toujours dans le jardin ».
Au futur il y a premièrement :
- simple future « futur simple » : I will/shall be at home tomorrow « Je serai chez moi demain » ;
- future continuous « futur continu » : I’m going on holiday. This time next week I’ll be lying in the sun « Je vais en vacances. La semaine prochaine à pareille époque je me prélasserai au soleil » ;
- future perfect « futur parfait » : Our neighbours are moving soon. They’ll have only been here a year « Nos voisins déménagent bientôt. Ils auront habité là un an à peine ».

Il y a aussi plusieurs périphrases qui expriment un futur proche :
- be going to : It’s ten already. We’re going to be late « Il est déjà dix heures. Nous allons nous mettre en retard » ;
- be to : The Prime Minister is to visit Budapest « Le premier ministre va visiter Budapest » ;
- be about to : Hurry up. The coach is about to leave « Dépêche-toi ! Le car va partir ! » ;
- be on the point of : The company is on the point of signing the contract « La compagnie est sur le point de signer le contrat ».

L’anglais a deux formes synonymes correspondant au futur simple dans le passé français : George Washington was the first President of a nation that would become / was to become the richest and most powerful on earth « George Washington fut le premier président d’une nation qui deviendrait la plus riche et la plus forte sur Terre ».
Le futur proche dans le passé du français a pour correspondants d’autres périphrases :
At half time we thought Scotland were going to win « À la mi-temps, nous pensions que l’Écosse allait gagner » ;
We had to hurry. The coach was about to leave « Nous devions nous dépêcher. Le car allait partir » ;
Phil was on the point of leaving when he noticed an attractive girl looking across the room at him « Phil était sur le point de sortir quand il a remarqué qu’une jolie fille le regardait depuis l’autre côté de la salle ».
Le passif est exprimé de façon analogue avec celui du français : The drugs will be destroyed. The men are going to be charged with importing cocaine « Les drogues seront détruites. Les hommes seront inculpés pour trafic de cocaïne ».

### En roumain
Le roumain aussi a plusieurs formes temporelles d’indicatif, certaines synthétiques, d’autres analytiques :
- présent : O cunosc pe studenta aceasta din 1999 « Je connais cette étudiante depuis 1999 »[57].
- imparfait : Acolo locuiam în copilărie « C’est là-bas que j’habitais dans mon enfance »[58] ;
- passé composé : A sosit acum trei zile « Il/Elle est arrivé(e) il y a trois jours »[59] ;
- passé simple : – Unde ai fost? întrebă el. – M-am plimbat în parc, răspunse ea « – Où est-tu allée ? – demanda-t-il. – Je me suis promenée dans le parc, répondit-elle »[60] ;
- plus-que-parfait : Terminasem de scris când ai venit tu « J’avais fini d’écrire quand tu es venu(e) »[61].

En roumain il y a trois formes de futur correspondant aussi bien au futur simple qu’au futur proche français, toutes analytiques :
Omenirea va găsi probabil noi surse de energie « L’humanité trouvera probablement de nouvelles sources d’énergie », Spectacolul va începe la a treia bătaie a gongului « Le spectacle va commencer au troisième gong »
Altă dată n-o să te mai cred pe cuvânt « Une autre fois je ne te croirai plus sur parole » ;
Ați făgăduit că aveți să ne scrieți regulat « Vous avez promis de nous écrire régulièrement ».
Il y a aussi un futur antérieur :
Se va trece la asalt după ce artileria își va fi terminat misiunea « On passera à l’assaut lorsque l’artillerie aura fini sa mission ».
Il existe aussi des périphrases incomplètement grammaticalisées.
L’une exprime le futur dans le passé : Nimeni nu știa atunci că el avea să devină scriitorul cu cel mai mare succes din generația sa « Personne ne savait alors qu’il deviendrait l’écrivain le plus populaire de sa génération ».
Une autre exprime le futur proche : Urmează să plec la țară « Je vais aller à la campagne ».
Avec l’imparfait du verbe semi-auxiliaire de cette périphrase, elle devient un futur proche dans le passé : Urma să plec… « J’allais partir… ».
Le passif se forme de façon analogue avec celui du français et de l’anglais : Cărțile vor fi puse la loc « Les livres seront remis à leur place ».

### En BCMS
Dans ces langues, les aspects et les modes d’action sont exprimés par des affixes. Seuls des verbes d’un certain aspect exprimés ainsi peuvent avoir certaines formes temporelles.
Il y a une seule forme de présent, mais seuls les verbes imperfectifs ont cette valeur temporelle à cette forme, ex. (sr) Čitam knjigu « Je lis un livre ».
Les verbes perfectifs, sauf exception, ont à cette forme une valeur de futur, étant utilisés en proposition subordonnée : (cnr) Kad stignemo, javićemo vam se « Quand nous serons arrivés, nous vous contacterons ».
La forme de passé la plus utilisée, appelée « parfait », correspond au passé composé si le verbe est perfectif, et à l’imparfait si le verbe est imperfectif : (cnr) Kad smo ušli u dvoranu, svi su śeđeli mirno i čekali početak predstave « Quand nous sommes entrés dans la salle, tous étaient assis tranquillement et attendaient que le spectacle commence ».
Cette forme est aussi utilisée avec la valeur du plus-que-parfait : (sr) Rekla mi je da je imala mnogo novca « Elle m’a dit qu’elle avait eu beaucoup d’argent ».
Il y a aussi une forme appelée aorist qui correspond au passé simple : (sr) – Dobar dan – reče nepoznati, skide šešir et predstavi se « – Bonjour, dit l’inconnu, il enleva son chapeau et se présenta ».
Il y a aussi un imparfait et un plus-que-parfait devenus pratiquement des archaïsmes, étant remplacés par le parfait.
Au futur il y deux formes. Celle appelé futur 1 a les valeurs du futur simple et du futur proche français. C’est la seule qui peut être utilisée en proposition indépendante ou principale aussi : (bs) Sutra ću posjetiti roditelje « Demain je rendrai / vais rendre visite à mes parents ».
La forme appelée futur 2 est employée en subordonnée seulement. Elle exprime d’ordinaire, avec un verbe imperfectif, un procès simultané avec celui du verbe régissant au futur 1, correspondant à l’indicatif présent français en subordonnée conditionnelle : (sr) Ako ne budu slušali, neće ništa naučiti « S’ils n’écoutent pas, ils n’apprendront rien ».
Avec des verbes perfectifs, le futur 2 est d’habitude un futur antérieur : (bs) Kad bude završio posao, popričat ćemo s njim « Quand il aura fini le travail, nous causerons avec lui ».
Le passif se forme comme en français, avec l’auxiliaire correspondant à être : (sr) Staklo je premazano zaštitnim slojem « Le verre est enduit d’une couche protectrice ».

### En hongrois
L’indicatif hongrois n’a qu’une seule forme de présent, une de passé et une de futur, et les aspects sont moins systématiquement exprimés qu’en BCMS. Les valeurs exprimées par les formes temporelles d’autres langues ressortent plutôt du contexte et en partie des aspects imperfectif et perfectif exprimés surtout par l’absence, respectivement la présence d’un préfixe.
Le présent proprement-dit est principalement exprimé par la forme de présent des verbes d’aspect imperfectif, marqué surtout par l’absence de préfixe, ex. Olvassa a könyvet « Il/Elle lit le livre ».
Au passé, le verbe peut être d’aspect imperfectif ou perfectif. Ce dernier est exprimé surtout par des préfixes :
- imperfectif : Esténként nézte a televiziót « Le soir il/elle regardait la télévision » ;
- perfectif : Ma este megnézte a híradót « Ce soir il/elle a regardé le journal ».

Pour exprimer le futur il y a une forme analytique, applicable aussi bien aux verbes imperfectifs, que perfectifs : Sokáig fog élni « Il/Elle vivra longtemps », Nem fogom eltűrni, hogy így beszélj velem « Je ne tolérerai pas que tu me parles sur ce ton ».
La forme de présent aussi peut exprimer le futur, surtout à l’aide d’un adverbe de temps adéquat. Le verbe perfectif peut l’exprimer sans un tel adverbe également : Holnap levelet írok « Demain, j’écrirai une lettre », (Jövőre) elveszlek feleségül « (L’année prochaine), je t’épouse(rai) », (Majd) a Géza megcsinálja a csapot « Géza va réparer le robinet »
Certaines grammaires, par exemple Szende et Kassai 2007, évitent le terme « diathèse » appliqué au hongrois et traitent de « catégories de verbes » qui incluent les diathèses et d’autres catégories grammaticalisées, toutes exprimées par des suffixes spécifiques (soulignés dans les exemples). Ainsi, à l’indicatif il y a, à part des verbes actifs, tels que ceux ci-dessus, les catégories suivantes :
- verbe factitif : Olga új ruhát csináltat « Olga se fait faire une nouvelle robe » ;
- verbe passif : Megadatott neki, hogy még egyszer lássa a tengert « Il lui a été donné de revoir une dernière fois la mer » ;
- verbe réfléchi : Fésülködöm « Je me peigne » ;
- verbe potentiel : Nem mehettem be a kórházba « Je n’ai pas pu entrer à l'hôpital ».

Il existe aussi une forme analytique de passif, avec le verbe auxiliaire correspondant à « être » : A munka nem lett befejezve « Le travail n’a pas été terminé ».

## Sources bibliographiques
- (ro) Avram, Mioara, Gramatica pentru toți [« Grammaire pour tous »], Bucarest, Humanitas, 1997 (ISBN 973-28-0769-5)
- (hr) Barić, Eugenija et al., Hrvatska gramatika [« Grammaire croate »], Zagreb, Školska knjiga, 1997, 2e éd. (ISBN 953-0-40010-1)
- (ro) Bărbuță, Ion et al., Gramatica uzuală a limbii române [« Grammaire usuelle du roumain »], Chișinău, Litera, 2000 (ISBN 9975-74-295-5, lire en ligne)
- (hu) Bokor, József, « Szóalaktan », dans A. Jászó, Anna (dir.), A magyar nyelv könyve [« Le livre de la langue hongroise »], Budapest, Trezor, 2007, 8e éd. (ISBN 978-963-8144-19-5, lire en ligne), p. 254-292
- (en) Bussmann, Hadumod (dir.), Dictionary of Language and Linguistics [« Dictionnaire de la langue et de la linguistique »], Londres – New York, Routledge, 1998 (ISBN 0-203-98005-0, lire en ligne [PDF])
- (cnr) Čirgić, Adnan, Pranjković, Ivo et Silić, Josip, Gramatika crnogorskoga jezika [« Grammaire du monténégrin »], Podgorica, Ministère de l’Enseignement et des Sciences du Monténégro, 2010 (ISBN 978-9940-9052-6-2, lire en ligne [PDF])
- (en) Cojocaru, Dana, Romanian Grammar [« Grammaire roumaine »], SEELRC, 2003 (lire en ligne [PDF])
- (ro) Coteanu, Ion, Gramatica de bază a limbii române [« Grammaire de base du roumain »], Bucarest, Albatros, 1982 (lire en ligne [PDF])
- Delatour, Yvonne et al., Nouvelle grammaire du français, Paris, Hachette, 2004 (ISBN 2-01-155271-0, lire en ligne [PDF])
- Dubois, Jean et al., Dictionnaire de linguistique, Paris, Larousse-Bordas/VUEF, 2002 (lire en ligne)
- (en) Eastwood, John, Oxford Guide to English Grammar [« Guide Oxford de la grammaire anglaise »], Oxford, Oxford University Press, 1994 (ISBN 0-19-431351-4, lire en ligne [PDF])
- (hu) Erdős, József (dir.), Küszöbszint. Magyar mint idegen nyelv [« Niveau-seuil. Hongrois langue étrangère »], Université technique de Budapest, Institut de linguistique, Groupe pour le hongrois, 2001 (lire en ligne)
- Grevisse, Maurice et Goosse, André, Le Bon Usage : grammaire française, Bruxelles, De Boeck Université, 2007, 14e éd., 1600 p. (ISBN 978-2-8011-1404-9, lire en ligne [PDF])
- (bs) Jahić, Dževad, Halilović, Senahid et Palić, Ismail, Gramatika bosanskoga jezika [« Grammaire de la langue bosnienne »], Zenica, Dom štampe, 2000 (ISBN 9958-42-046-X (édité erroné), lire en ligne [PDF])
- Kalmbach, Jean-Michel, La grammaire du français langue étrangère pour étudiants finnophones (version 1.1.4), Jyväskylä (Finlande), Université de Jyväskylä, 2013 (ISBN 978-951-39-4260-1, lire en ligne [PDF])
- (sr) Klajn, Ivan, Gramatika srpskog jezika [« Grammaire de la langue serbe »], Belgrade, Zavod za udžbenike i nastavna sredstva, 2005 (ISBN 86-17-13188-8, lire en ligne [PDF])
- (ro) Moldovan, Victoria, Pop, Liana et Uricaru, Lucia, Nivel prag pentru învățarea limbii române ca limbă străină [« Niveau-seuil pour l’apprentissage du roumain langue étrangère »], Strasbourg, Conseil de l’Europe (Conseil de la Collaboration Culturelle), 2001 (lire en ligne [PDF])
- (en) Pană Dindelegan, Gabriela, The Grammar of Romanian [« Grammaire du roumain »], Oxford, Oxford University Press, 2013 (ISBN 978-0-19-964492-6, lire en ligne)
- (en) Rounds, Carol, Hungarian: an Essential Grammar [« Grammaire fondamentale du hongrois »], Londres / New York, Routledge, 2001 (ISBN 0-203-46519-9, lire en ligne [PDF])
- Szende, Thomas et Kassai, Georges, Grammaire fondamentale du hongrois, Paris, Langues et mondes – l’Asiathèque, 2007 (ISBN 978-2-91-525555-3, lire en ligne [PDF])